# Tanimachi Rokuchōme (metropolitana di Osaka)
Tanimachi Rokuchōme (谷町六丁目駅?, Tanimachi Rokuchōme-eki) è una stazione della Metropolitana di Osaka situata nell'area centrale della città, lungo la strada Tanimachi. La stazione offre l'interscambio fra le linee Tanimachi e Nagahori Tsurumi-ryokuchi.